# Phan Cự Tiến
Phan Cự Tiến (sinh 1937-2019) là một nhà địa chất học danh tiếng tại Việt Nam. Ông từng là Viện trưởng Viện nghiên cứu Địa chất khoáng sản quốc gia Việt Nam, Giáo sư, Viện sĩ của Viện Hàn lâm quốc tế về tài nguyên khoáng sản của Liên bang Nga.

## Thân thế và sự nghiệp
Ông sinh ngày 9 tháng 10 năm 1937, tại làng Quỳnh Đôi, Quỳnh Lưu, Nghệ An. Ông là cháu 4 đời của Lang trung Bộ Binh Phan Duy Thanh, một chí sĩ phong trào Cần vương. Thân phụ ông là Phan Duy Triệt, xét vai vế là anh em với nhà cách mạng Hồ Tùng Mậu.
- 1962-1984 Cán bộ khoa học địa chất - Tổng cục địa chất
- 1972-1979 Cán bộ khoa học địa chất tại Đoàn địa chất - Cục địa chất.
- 1977-1980 Biên tập viên chính ban bản đồ địa chất Đoàn phó liên đoàn bản đồ
- 1980-1985 Đoàn trưởng đoàn bản đồ
- 1985-1988 Liên đoàn phó liên đoàn địa chất
- 1991-2000 Viện trưởng Viện khoa học địa chất và khoáng sản
- Tham gia nhiều chương trình hợp tác về địa chất và khoáng sản với nước ngoài như ở Trung Quốc, Ai Cập, Nhật Bản, Philipine, Mỹ, Nga, Bỉ.
- Thành viên chính thức (Viện sĩ) của Viện hàn lâm quốc tế Nga (1997)
- Thành viên địa nhiệt Mỹ - California 1997
- Chủ tịch hiệp hội địa chất quốc tế, phân ban địa tầng quốc tế, đại học texas Mỹ 2002.

## Các công trình đã công bố
Ông có nhiều đóng góp cho nền địa chất nước nhà, trong quá trình công tác với rất nhiều công trình khoa học như:
- Bản đồ khoáng sản miền Bắc tỷ lệ 1:500.000 năm 1972 HÀ Nội
- Những vấn đề địa chất Tây Bắc Việt Nam 1977-1978
- Geological máp of Kampuchia, Laos and Vietnam on 1:1000.000 scale and the explainatary notes, geoloral department of mine and geology 1988.
- Geology of Kampuchia, Laos and Vietnam 1989, Hanoi
- Belgian Vietnamese speleological expedition, Son La 1993
- Bản đồ địa chất Lào, Campuchia và Việt Nam tỉ lệ 1:1.500.000 kèm theo bản thuyết minh tiếng Việt, tiếng Anh từ 1988-2009, Nhà xuất bản Bản đồ, 2009 Hà Nội với sự bảo trợ của Cục địa chất Campuchia, Cục địa chất Lào và Viện Địa chất khoáng sản, Liên đoàn Integeo, Liên đoàn Bản đồ địa chất miền Bắc và Liên đoàn Đản đồ địa chất miền Nam Việt Nam.

## Khen thưởng
- Huân chương Kháng chiến hạng Nhất
- Huân chương Lao động hạng Nhì.

## Gia đình
Thân phụ ông là cụ Phan Duy Triệt, sinh được 4 người con. Hai của ông cũng là những giáo sư danh tiếng là Giáo sư di truyền sinh học Phan Cự Nhân và Giáo sư văn học Phan Cự Đệ. Ông còn một người chị gái là Phan Kim Quý.